# Atletica leggera ai Giochi della XXXI Olimpiade
Ai Giochi della XXXI Olimpiade di Rio de Janeiro sono stati assegnati 47 titoli in gare di atletica leggera, di cui 24 maschili e 23 femminili . Le gare si sono disputate dal 12 al 21 agosto 2016 presso lo Stadio Nilton Santos.
|  | L'atletica leggera ai Giochi della XXXI Olimpiade - Durata del programma: dal 12 al 19 agosto 2016 - Nazioni partecipanti: 199 - Numero di atleti iscritti: 2.283 - Sede delle gare: Stadio Nilton Santos di Rio de Janeiro - Nell'atletica maschile: 1 nuovo record mondiale, 4 nuovi record olimpici - Nell'atletica femminile: 2 nuovi record mondiali, 1 nuovo record olimpico - Plurivincitori: Usain Bolt (Giamaica): tre vittorie; Mohammed Farah (Gran Bretagna, Elaine Thompson (Giamaica) ed Allyson Felix (Stati Uniti): due vittorie. |

## Criteri di qualificazione
| Specialità             | Uomini   | Donne    |
| ---------------------- | -------- | -------- |
| 100 metri piani        | 10"16    | 11"32    |
| 200 metri piani        | 20"50    | 23"20    |
| 400 metri piani        | 45"40    | 52"20    |
| 800 metri piani        | 1'46"00  | 2'01"50  |
| 1500 metri piani       | 3'36"20  | 4'07"00  |
| 5000 metri piani       | 13'25"00 | 15'24"00 |
| 10000 metri piani      | 28'00"00 | 32'15"00 |
| Maratona               | 2h19'00" | 2h45'00" |
| 100 metri ostacoli     | –        | 13"00    |
| 110 metri ostacoli     | 13"47    | –        |
| 400 metri ostacoli     | 49"40    | 56"20    |
| 3000 metri siepi       | 8'30"00  | 9'45"00  |
| Staffetta 4×100 metri  | –        | –        |
| Staffetta 4×400 metri  | –        | –        |
| Marcia 20 km           | 1h24'00" | 1h36'00" |
| Marcia 50 km           | 4h06'00" | –        |
| Salto in lungo         | 8,15 m   | 6,70 m   |
| Salto triplo           | 16,85 m  | 14,15 m  |
| Salto in alto          | 2,29 m   | 1,93 m   |
| Salto con l'asta       | 5,70 m   | 4,50 m   |
| Getto del peso         | 20,50 m  | 17,75 m  |
| Lancio del disco       | 65,00 m  | 61,00 m  |
| Lancio del martello    | 77,00 m  | 71,00 m  |
| Lancio del giavellotto | 83,00 m  | 62,00 m  |
| Decathlon              | 8100 p.  | –        |
| Eptathlon              | –        | 6200 p.  |

Ogni nazione ha un numero limite di atleti che può iscrivere per ogni singola prova.
Per partecipare ai Giochi olimpici di Rio 2016, gli atleti devono aver ottenuto, durante il periodo di qualificazione, una prestazione uguale o migliore a quella indicata come minimo dalla IAAF, riportata nella tabella soprastante. Gli atleti possono anche essere invitati dalla IAAF in qualità di migliori atleti al termine del periodo di qualificazione per riempire i posti disponibili rimasti non coperti da atleti qualificatisi secondo il sistema dei minimi di partecipazione, rispettando comunque il limite massimo di atleti per nazione fissato per ogni specialità. Le liste di questi atleti sono state pubblicate il 12 luglio 2016. Fanno eccezione alla regola degli inviti le gare uguali o superiori ai 5000 metri (corsa e marcia).
Per la maratona sono qualificati ai Giochi anche gli atleti classificatisi tra i primi 20 ai campionati del mondo di Pechino 2015 e i primi 10 arrivati alle maratone del circuito IAAF Road Race Label Events.
Le staffette possono qualificarsi in due modi: 
- risultando tra le otto finaliste alle World Relays 2015;
- tramite invito della IAAF.

Gli atleti nati nel 1997 e 1998 (under 20) possono partecipare a tutte le gare, eccetto la maratona e la marcia 50 km. Gli atleti nati nel 1999 e 2000 (under 18) non possono prendere parte alle gare di eptathlon, decathlon, 10 000 metri, maratona e marcia 50 km. Gli atleti con meno di 16 anni al 31 dicembre 2016 non possono partecipare alla manifestazione.
| Gara                                  | Numero massimo |
| ------------------------------------- | -------------- |
| 100 metri                             | 56             |
| 200 metri                             | 56             |
| 400, 800 metri                        | 48             |
| 1500 metri, 3000 metri siepi          | 45             |
| 100, 110, 400 metri ostacoli          | 40             |
| Concorsi e prove multiple             | 32             |
| 5000, 10 000 metri, maratona e marcia | –              |

## Partecipazione
Nel 2016 sono stati definiti i contorni dello scandalo doping di Stato relativo alla Federazione russa. L'agenzia mondiale antidoping (WADA) ha invitato il Comitato Olimpico Internazionale (CIO) ad escludere la Russia dai Giochi olimpici. Il CIO ha scelto di non prendere posizione ed ha rimandato la decisione alle singole federazioni sportive internazionali. In giugno la Federazione internazionale di atletica leggera (IAAF), ha deciso di non accettare la partecipazione della squadra russa.

Le squadre più numerose ai Giochi di Rio de Janeiro sono quelle dei seguenti Paesi:
- Stati Uniti (128)
- Germania (84)
- Gran Bretagna (80)
- Polonia (65)
- Ucraina (65)
- Brasile (62)
- Canada (61)
- Australia (59)
- Cina (52)
- Giamaica (52)
- Giappone (51)
- Francia (47)
- Spagna (47)
- Kenya (47)
- Sudafrica (38)
- Cuba (37)

- Bielorussia (35)
- Italia (35)
- Etiopia (34)
- Colombia (33)
- Bahrein (29)
- India (29)
- Turchia (29)
- Paesi Bassi (27)
- Rep. Ceca (26)
- Bahamas (25)
- Grecia (24)
- Nigeria (24)
- Belgio (23)
- Kazakistan (23)
- Portogallo (23)
- Romania (21)

- Marocco (20)
- Messico (20)
- Trinidad e Tobago (20)
- Ungheria (19)
- Irlanda (17)
- Uganda (17)
- Finlandia (16)
- Lituania (16)
- Slovacchia (16)
- Svizzera (16)
- Uzbekistan (16)
- Algeria (15)
- Corea del Sud (15)
- Norvegia (15)
- Svezia (15)
- Nuova Zelanda (14)

I seguenti Paesi si qualificano in tutte e quattro le staffette: Stati Uniti, Giamaica, Gran Bretagna e Francia.
L’assenza del colosso russo ha favorito l’infoltimento delle altre squadre. Stabiliscono il proprio record di presenze: Stati Uniti (che a Los Angeles 1984 avevano portato 110 atleti), Polonia, Giamaica, Kenya, Etiopia e Sudafrica.

Il Tagikistan conquista una medaglia d'oro portando ai Giochi due soli atleti (un uomo e una donna).

## Programma
Gli orari sono indicati con l'ora locale di Rio de Janeiro (UTC-3)
| Data                 | Orario | Gare                                      | Turno                                     |
| -------------------- | ------ | ----------------------------------------- | ----------------------------------------- |
| 12 agosto mattina    | 9:30   | Lancio del disco uomini                   | Qualificazioni gruppo A                   |
| 12 agosto mattina    | 9:35   | Eptathlon 100 metri ostacoli              | Eptathlon 100 metri ostacoli              |
| 12 agosto mattina    | 10:05  | Getto del peso donne                      | Qualificazioni                            |
| 12 agosto mattina    | 10:10  | 800 metri uomini                          | Batterie eliminatorie                     |
| 12 agosto mattina    | 10:50  | Eptathlon salto in alto                   | Eptathlon salto in alto                   |
| 12 agosto mattina    | 10:55  | Lancio del disco uomini                   | Qualificazioni gruppo B                   |
| 12 agosto mattina    | 11:10  | 10 000 metri donne                        | 10 000 metri donne                        |
| 12 agosto mattina    | 11:55  | 100 metri piani donne                     | Batterie preliminari                      |
| 12 agosto pomeriggio | 14:30  | 20 km marcia uomini                       | 20 km marcia uomini                       |
| 12 agosto pomeriggio | 20:30  | 1500 metri donne                          | Batterie eliminatorie                     |
| 12 agosto pomeriggio | 20:35  | Eptathlon getto del peso                  | Eptathlon getto del peso                  |
| 12 agosto pomeriggio | 20:40  | Lancio del martello donne                 | Qualificazioni gruppo A                   |
| 12 agosto pomeriggio | 21:05  | 400 metri piani uomini                    | Batterie eliminatorie                     |
| 12 agosto pomeriggio | 21:20  | Salto in lungo uomini                     | Qualificazioni                            |
| 12 agosto pomeriggio | 22:00  | Getto del peso donne                      | Finale                                    |
| 12 agosto pomeriggio | 22:05  | Eptathlon 200 metri piani                 | Eptathlon 200 metri piani                 |
| 12 agosto pomeriggio | 22:10  | Lancio del martello donne                 | Qualificazioni gruppo B                   |
| 12 agosto pomeriggio | 22:40  | 100 metri piani donne                     | Batterie eliminatorie                     |
| 13 agosto mattina    | 9:30   | 100 metri piani uomini                    | Batterie preliminari                      |
| 13 agosto mattina    | 9:40   | Salto triplo donne                        | Qualificazioni                            |
| 13 agosto mattina    | 10:05  | 3000 metri siepi donne                    | Batterie eliminatorie                     |
| 13 agosto mattina    | 10:50  | Lancio del disco uomini                   | Finale                                    |
| 13 agosto mattina    | 11:00  | 400 metri piani donne                     | Batterie eliminatorie                     |
| 13 agosto mattina    | 11:45  | Eptathlon salto in lungo                  | Eptathlon salto in lungo                  |
| 13 agosto mattina    | 12:00  | 100 metri piani uomini                    | Batterie eliminatorie                     |
| 13 agosto pomeriggio | 20:00  | Eptathlon lancio del giavellotto gruppo A | Eptathlon lancio del giavellotto gruppo A |
| 13 agosto pomeriggio | 20:20  | Salto con l'asta uomini                   | Qualificazioni                            |
| 13 agosto pomeriggio | 20:30  | 400 metri piani uomini                    | Semifinali                                |
| 13 agosto pomeriggio | 20:50  | Salto in lungo uomini                     | Finale                                    |
| 13 agosto pomeriggio | 21:00  | 100 metri piani donne                     | Semifinali                                |
| 13 agosto pomeriggio | 21.15  | Eptathlon lancio del giavellotto gruppo B | Eptathlon lancio del giavellotto gruppo B |
| 13 agosto pomeriggio | 21:25  | 10 000 metri uomini                       | 10 000 metri uomini                       |
| 13 agosto pomeriggio | 22:05  | 800 metri uomini                          | Semifinali                                |
| 13 agosto pomeriggio | 22:35  | 100 metri piani donne                     | Finale                                    |
| 13 agosto pomeriggio | 22:53  | Eptathlon 800 metri                       | Eptathlon 800 metri                       |
| 14 agosto mattina    | 9:30   | Maratona donne                            | Maratona donne                            |
| 14 agosto pomeriggio | 20:30  | Salto in alto uomini                      | Qualificazioni                            |
| 14 agosto pomeriggio | 20:35  | 400 metri piani donne                     | Semifinali                                |
| 14 agosto pomeriggio | 20:55  | Salto triplo donne                        | Finale                                    |
| 14 agosto pomeriggio | 21:00  | 100 metri piani uomini                    | Semifinali                                |
| 14 agosto pomeriggio | 21:30  | 1500 metri piani donne                    | Semifinali                                |
| 14 agosto pomeriggio | 22:00  | 400 metri piani uomini                    | Finale                                    |
| 14 agosto pomeriggio | 22:25  | 100 metri piani uomini                    | Finale                                    |
| 15 agosto mattina    | 9:30   | Salto triplo uomini                       | Qualificazioni                            |
| 15 agosto mattina    | 9:35   | 200 metri piani donne                     | Batterie eliminatorie                     |
| 15 agosto mattina    | 10:25  | 3000 metri siepi uomini                   | Batterie eliminatorie                     |
| 15 agosto mattina    | 11:40  | Lancio del martello donne                 | Finale                                    |
| 15 agosto mattina    | 11:15  | 3000 metri siepi donne                    | Finale                                    |
| 15 agosto mattina    | 11:35  | 400 metri ostacoli uomini                 | Batterie eliminatorie                     |
| 15 agosto pomeriggio | 20:30  | Lancio del disco donne                    | Qualificazioni gruppo A                   |
| 15 agosto pomeriggio | 20:35  | Salto con l'asta uomini                   | Finale                                    |
| 15 agosto pomeriggio | 20:40  | 110 metri ostacoli uomini                 | Batterie eliminatorie                     |
| 15 agosto pomeriggio | 21:30  | 400 metri ostacoli donne                  | Batterie eliminatorie                     |
| 15 agosto pomeriggio | 21:50  | Lancio del disco donne                    | Qualificazioni gruppo B                   |
| 15 agosto pomeriggio | 22:25  | 800 metri uomini                          | Finale                                    |
| 15 agosto pomeriggio | 22:45  | 400 metri piani donne                     | Finale                                    |
| 16 agosto mattina    | 9:30   | 5000 metri donne                          | Batterie eliminatorie                     |
| 16 agosto mattina    | 9:45   | Salto con l'asta donne                    | Qualificazioni                            |
| 16 agosto mattina    | 9:50   | Salto triplo uomini                       | Finale                                    |
| 16 agosto mattina    | 10:30  | 1500 metri uomini                         | Batterie eliminatorie                     |
| 16 agosto mattina    | 11:05  | 100 metri ostacoli donne                  | Batterie eliminatorie                     |
| 16 agosto mattina    | 11:20  | Lancio del disco donne                    | Finale                                    |
| 16 agosto mattina    | 11:50  | 200 metri piani uomini                    | Batterie eliminatorie                     |
| 16 agosto pomeriggio | 20:30  | Salto in alto uomini                      | Finale                                    |
| 16 agosto pomeriggio | 20:35  | Lancio del giavellotto donne              | Qualificazioni gruppo A                   |
| 16 agosto pomeriggio | 20:40  | 110 metri ostacoli uomini                 | Semifinali                                |
| 16 agosto pomeriggio | 21:05  | Salto in lungo donne                      | Qualificazioni                            |
| 16 agosto pomeriggio | 21:10  | 400 metri ostacoli donne                  | Semifinali                                |
| 16 agosto pomeriggio | 21:35  | 400 metri ostacoli uomini                 | Semifinali                                |
| 16 agosto pomeriggio | 21:50  | Lancio del giavellotto donne              | Qualificazioni gruppo B                   |
| 16 agosto pomeriggio | 22:00  | 200 metri piani donne                     | Semifinali                                |
| 16 agosto pomeriggio | 22:30  | 1500 metri donne                          | Finale                                    |
| 16 agosto pomeriggio | 22:45  | 110 metri ostacoli uomini                 | Finale                                    |

| Data                 | Orario | Gare                                      | Turno                                     |
| -------------------- | ------ | ----------------------------------------- | ----------------------------------------- |
| 17 agosto mattina    | 9:30   | Decathlon 100 metri piani                 | Decathlon 100 metri piani                 |
| 17 agosto mattina    | 9:40   | Lancio del martello uomini                | Qualificazioni gruppo A                   |
| 17 agosto mattina    | 10:05  | 5000 metri uomini                         | Batterie eliminatorie                     |
| 17 agosto mattina    | 10:35  | Decathlon salto in lungo                  | Decathlon salto in lungo                  |
| 17 agosto mattina    | 10:55  | 800 metri donne                           | Batterie eliminatorie                     |
| 17 agosto mattina    | 11:05  | Lancio del martello uomini                | Qualificazioni gruppo B                   |
| 17 agosto mattina    | 11:50  | 3000 metri siepi uomini                   | Finale                                    |
| 17 agosto mattina    | 12:15  | Decathlon getto del peso                  | Decathlon getto del peso                  |
| 17 agosto pomeriggio | 17:45  | Decathlon salto in alto                   | Decathlon salto in alto                   |
| 17 agosto pomeriggio | 20:30  | Lancio del giavellotto uomini             | Qualificazioni gruppo A                   |
| 17 agosto pomeriggio | 20:45  | 100 metri ostacoli donne                  | Semifinali                                |
| 17 agosto pomeriggio | 21:15  | Salto in lungo donne                      | Finale                                    |
| 17 agosto pomeriggio | 21:20  | Decathlon 400 metri                       | Decathlon 400 metri                       |
| 17 agosto pomeriggio | 21:55  | Lancio del giavellotto uomini             | Qualificazioni gruppo B                   |
| 17 agosto pomeriggio | 22:00  | 200 metri piani uomini                    | Semifinali                                |
| 17 agosto pomeriggio | 22:30  | 200 metri piani donne                     | Finale                                    |
| 17 agosto pomeriggio | 22:55  | 100 metri ostacoli donne                  | Finale                                    |
| 18 agosto mattina    | 9:30   | Decathlon 110 metri ostacoli              | Decathlon 110 metri ostacoli              |
| 18 agosto mattina    | 9:55   | Getto del peso uomini                     | Qualificazioni                            |
| 18 agosto mattina    | 10:00  | Salto in alto donne                       | Qualificazioni                            |
| 18 agosto mattina    | 10:25  | Lancio del disco uomini                   | Qualificazioni gruppo A                   |
| 18 agosto mattina    | 11:20  | Staffetta 4×100 metri donne               | Batterie eliminatorie                     |
| 18 agosto mattina    | 11:40  | Lancio del disco uomini                   | Qualificazioni gruppo B                   |
| 18 agosto mattina    | 11:40  | Staffetta 4×100 metri uomini              | Batterie eliminatorie                     |
| 18 agosto mattina    | 12:00  | 400 metri ostacoli uomini                 | Finale                                    |
| 18 agosto mattina    | 13:25  | Decathlon salto con l'asta                | Decathlon salto con l'asta                |
| 18 agosto pomeriggio | 18:35  | Decathlon lancio del giavellotto gruppo A | Decathlon lancio del giavellotto gruppo A |
| 18 agosto pomeriggio | 19:45  | Decathlon lancio del giavellotto gruppo B | Decathlon lancio del giavellotto gruppo B |
| 18 agosto pomeriggio | 20:30  | Getto del peso uomini                     | Finale                                    |
| 18 agosto pomeriggio | 20:45  | 1500 metri uomini                         | Semifinali                                |
| 18 agosto pomeriggio | 21:10  | Lancio del giavellotto donne              | Finale                                    |
| 18 agosto pomeriggio | 21:15  | 800 metri donne                           | Semifinali                                |
| 18 agosto pomeriggio | 21:45  | Decathlon 1500 metri                      | Decathlon 1500 metri                      |
| 18 agosto pomeriggio | 22:15  | 400 metri ostacoli donne                  | Finale                                    |
| 18 agosto pomeriggio | 22:30  | 200 metri piani uomini                    | Finale                                    |
| 19 agosto mattina    | 8:00   | 50 km marcia uomini                       | 50 km marcia uomini                       |
| 19 agosto pomeriggio | 14:30  | 20 km marcia donne                        | 20 km marcia donne                        |
| 19 agosto pomeriggio | 20:30  | Salto con l'asta donne                    | Finale                                    |
| 19 agosto pomeriggio | 20:40  | Staffetta 4×400 metri donne               | Batterie eliminatorie                     |
| 19 agosto pomeriggio | 21:05  | Lancio del martello uomini                | Finale                                    |
| 19 agosto pomeriggio | 21:10  | Staffetta 4×400 metri uomini              | Batterie eliminatorie                     |
| 19 agosto pomeriggio | 21:40  | 5000 metri donne                          | Finale                                    |
| 19 agosto pomeriggio | 22:15  | Staffetta 4×100 metri donne               | Finale                                    |
| 19 agosto pomeriggio | 22:35  | Staffetta 4×100 metri uomini              | Finale                                    |
| 20 agosto pomeriggio | 20:30  | Salto in alto donne                       | Finale                                    |
| 20 agosto pomeriggio | 20:55  | Lancio del giavellotto uomini             | Finale                                    |
| 20 agosto pomeriggio | 21:00  | 1500 metri uomini                         | Finale                                    |
| 20 agosto pomeriggio | 21:15  | 800 metri donne                           | Finale                                    |
| 20 agosto pomeriggio | 21:30  | 5000 metri uomini                         | Finale                                    |
| 20 agosto pomeriggio | 22:00  | Staffetta 4×400 metri donne               | Finale                                    |
| 20 agosto pomeriggio | 22:35  | Staffetta 4×400 metri uomini              | Finale                                    |
| 21 agosto mattina    | 9:30   | Maratona uomini                           | Maratona uomini                           |

Nel medagliere (vedi infra) gli Stati Uniti hanno fatto la parte del leone: vincono 32 medaglie, di cui 13 d'oro.
È il loro miglior risultato da Atlanta 1996. La più forte nazione europea è stata la Gran Bretagna, quarta nella classifica generale dopo USA, Kenya e Giamaica. I britannici riescono a fare meglio, nella classifica a punti, rispetto a quattro anni prima, quando avevano disputato i Giochi nel proprio Paese.
Le nazioni in continuo miglioramento sono Sud Africa e Croazia; invece Cuba continua il proprio declino.

Jesús Ángel García (Spagna), marciatore, eguaglia il record di Merlene Ottey diventando il primo uomo ad aver partecipato a sette Olimpiadi.

## Medagliere
| Posizione | Paese             | Oro | Argento | Bronzo | Totale |
| --------- | ----------------- | --- | ------- | ------ | ------ |
| 1         | Stati Uniti       | 13  | 10      | 9      | 32     |
| 2         | Kenya             | 6   | 6       | 1      | 13     |
| 3         | Giamaica          | 6   | 3       | 2      | 11     |
| 4         | Cina              | 2   | 2       | 2      | 6      |
| 5         | Sudafrica         | 2   | 2       | 0      | 4      |
| 6         | Gran Bretagna     | 2   | 1       | 4      | 7      |
| 7         | Croazia           | 2   | 0       | 1      | 3      |
| 7         | Germania          | 2   | 0       | 1      | 3      |
| 9         | Etiopia           | 1   | 2       | 5      | 8      |
| 10        | Canada            | 1   | 1       | 4      | 6      |
| 11        | Polonia           | 1   | 1       | 1      | 3      |
| 12        | Bahrein           | 1   | 1       | 0      | 2      |
| 12        | Spagna            | 1   | 1       | 0      | 2      |
| 14        | Bahamas           | 1   | 0       | 1      | 2      |
| 15        | Belgio            | 1   | 0       | 0      | 1      |
| 15        | Brasile           | 1   | 0       | 0      | 1      |
| 15        | Colombia          | 1   | 0       | 0      | 1      |
| 15        | Grecia            | 1   | 0       | 0      | 1      |
| 15        | Slovacchia        | 1   | 0       | 0      | 1      |
| 15        | Tagikistan        | 1   | 0       | 0      | 1      |
| 21        | Francia           | 0   | 3       | 3      | 6      |
| 22        | Algeria           | 0   | 2       | 0      | 2      |
| 23        | Nuova Zelanda     | 0   | 1       | 3      | 4      |
| 24        | Australia         | 0   | 1       | 1      | 2      |
| 24        | Giappone          | 0   | 1       | 1      | 2      |
| 26        | Bielorussia       | 0   | 1       | 0      | 2      |
| 26        | Bulgaria          | 0   | 1       | 0      | 1      |
| 26        | Burundi           | 0   | 1       | 0      | 1      |
| 26        | Danimarca         | 0   | 1       | 0      | 1      |
| 26        | Grenada           | 0   | 1       | 0      | 1      |
| 26        | Messico           | 0   | 1       | 0      | 1      |
| 26        | Paesi Bassi       | 0   | 1       | 0      | 1      |
| 26        | Qatar             | 0   | 1       | 0      | 1      |
| 26        | Venezuela         | 0   | 1       | 0      | 1      |
| 35        | Cuba              | 0   | 0       | 1      | 1      |
| 35        | Kazakistan        | 0   | 0       | 1      | 1      |
| 35        | Rep. Ceca         | 0   | 0       | 1      | 1      |
| 35        | Serbia            | 0   | 0       | 1      | 1      |
| 35        | Trinidad e Tobago | 0   | 0       | 1      | 1      |
| 35        | Turchia           | 0   | 0       | 1      | 1      |
| 35        | Ucraina           | 0   | 0       | 1      | 1      |
| 35        | Ungheria          | 0   | 0       | 1      | 1      |
| Totale    | Totale            | 47  | 47      | 47     | 141    |

### Esplicative
1. ↑  L'unica gara che non fa ancora parte del programma femminile sono i 50 km di marcia.
2. 1 2  Possono partecipare fino a 16 squadre.
3. ↑  Dopo le batterie preliminari per gli atleti non qualificati.
4. ↑  Partecipano i soli atleti che hanno ottenuto il minimo di qualificazione.

### Riferimenti
1. 1 2  (EN) Athletics at the 2016 Summer Olympics, su olympedia.org. URL consultato il 3 febbraio 2025.
2. 1 2 3 4  (EN) Competitions entry standards, su iaaf.org, IAAF. URL consultato il 28 maggio 2016.
3. ↑  (EN) WADA Statement: Independent Investigation confirms Russian State manipulation of the doping control process, Agenzia mondiale antidoping, 18 luglio 2016. URL consultato il 30 dicembre 2017 (archiviato il 3 dicembre 2017).
4. ↑  (EN) Decision of the IOC Executive Board concerning the participation of russian athletes in the Olympic Games Rio 2016, Comitato Olimpico Internazionale, 24 luglio 2016. URL consultato il 10 marzo 2021 (archiviato il 30 dicembre 2017).
5. ↑  (EN) ‘RUSAF has not met reinstatement conditions’ – IAAF Council Meeting, Vienna, International Association of Athletics Federations, 17 giugno 2016. URL consultato il 30 dicembre 2017 (archiviato il 7 dicembre 2017).
6. ↑  (EN) Timetable by day – The XXXI Olympic Games, su iaaf.org, IAAF. URL consultato il 28 maggio 2016.